# Râul Varvizel
Râul Varvizel sau Râul Valea Mare este un curs de apă, afluent al râului Bistra. 